# Peribáñez y el Comendador de Ocaña
Peribáñez y el Comendador de Ocaña es una obra de teatro del dramaturgo español del siglo XVII Lope de Vega. La pieza se publicó por primera vez en 1614, dentro de la Cuarta Parte de las comedias de Lope de Vega. Suele ser clasificado en el grupo de los dramas históricos de la producción del Fénix de los Ingenios.

## Datación
La determinación de la fecha de composición de la pieza es controvertida. Se sabe que debe estar entre 1604, fecha en que Lope incluye en su obra El peregrino en su patria un listado de sus obras en que no aparece Peribáñez, y 1614, fecha de su publicación en la Cuarta Parte de las comedias de Lope de Vega (Madrid). Algunos críticos, como Juan Eugenio Hartzenbusch y Menéndez Pelayo en el siglo XIX, se inclinaron por considerarla compuesta hacia 1614, atendiendo a una supuesta alusión autobiográfica que haría Lope en la obra por boca de Belardo, el personaje que solía utilizar como alter ego tanto en teatro como en poesía lírica. Estos críticos interpretaban el verso 2 344, «a la iglesia me acogí», como una alusión de Lope a su ordenación como sacerdote, decidida en 1613 tras la muerte de su esposa Juana Guarda, y cumplida en 1614.
Sin embargo, otros críticos se han inclinado por fechas más tempranas. El hispanista estadounidense Otis H. Green defendió la fecha de 1609 al entender que Lope aludía a su obra La Jerusalén conquistada, de febrero de ese año, en estos versos de Peribáñez, también en boca de Belardo:
Inés: Traedme un moro, Belardo. / Belardo: Días ha que ando tras ellos; / mas, si no viniere en prosa, / desde aquí le ofrezco en verso.

## Argumento

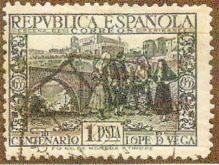
Supuesto pasaje de la obra en un Sello postal (1935) de la Segunda República Española, conmemorando el centenario de Lope.

Empieza la obra con las fiestas campesinas que se hacen por las bodas de Casilda y Peribáñez, un humilde villano y labrador; en la fiesta celebrada en el pueblo el comendador sufre una cogida por uno de los toros de la fiesta. Casilda se encarga de cuidarlo y es así como el Comendador se enamora de Casilda y la corteja ante sus lacayos Luján y Marín. Peribáñez advierte lo que está pasando y se arrepiente de haberse casado con una mujer tan bella. Casilda le pide a Peribáñez viajar a Toledo para asistir a la procesión del Sagrario, de la que es muy devota. Él acepta pero pide que vaya con sus primas. El Comendador empieza a visitarla a su casa en ausencia de Peribáñez, a la par que trata de ganarse a Peribáñez con regalos (por ejemplo, dos burros para él y unos pendientes para Casilda) mientras halaga a la recién casada. Esta se prepara con sus amigas para ir en carro a Toledo, pero Peribáñez advierte que su carro no lleva decoración y va a pedirle un tapiz repostero y una alhombra prestados al Comendador. Luego Peribáñez, cuando el Comendador lo invita a participar en una guerra contra los moros, (en la cual acepta participar), le entrega una prenda negra, en vez de una verde, en señal de desconfianza y marcha a Toledo a cargo de una numerosa cantidad de soldados españoles, reproduciendo la historia de David, Betsabé y Urías el Hitita. La acción se desplaza a Toledo, adonde ha seguido el Comendador a Casilda. El Comendador contrata a un pintor para que retrate a Casilda dibujándola durante la procesión.
Una segunda acción describe como Leonardo seduce a Inés y le pide ayuda para que su amo el Comendador consiga a Casilda. Unos labradores deciden marchar a Toledo a pedir que restauren la imagen de San Roque. Peribáñez en Toledo ve el cuadro del pintor y reconoce a Casilda, y le pregunta quién se lo encargó, y decide volver urgentemente a Ocaña. El Comendador, mientras tanto, feliz de su partida, que le deja el campo libre, aprovecha la ausencia de Peribáñez e intenta conquistar a Casilda; pero ésta mantiene las distancias, llena su casa con labradores que le sirvan de testigos y defensa y se niega desde un balcón a los requerimientos del galán Comendador, quien a pesar de todo logra entrar, y Peribáñez (quien estaba escondido en el mismo cuarto donde el Comendador y Casilda peleaban), sale de su escondite y hiere al Comendador. Este se paraliza y sale corriendo, además de pedirle a Leonardo que no busque venganza, luego Peribáñez mata a Luján y a Inés por su traición, y se da a la fuga. Ya en el invierno se comentan las hazañas y muertes de Peribáñez, el Rey se vuelve loco de rabia y manda matar a Peribáñez. En ese momento, aparecen Peribáñez y Casilda, y el Rey, Enrique III el Doliente, les da una oportunidad de contar su versión. Al rey le parece justo lo que ha hecho Peribáñez y lo deja libre. Luego de esta escena, la reina le regala a Casilda cuatro vestidos por su casamiento con Peribáñez.

## Análisis
Por su temática, Peribáñez puede adscribirse al grupo de lo que se suele llamar dramas de la honra villana. En estas obras, como Fuenteovejuna, del propio Lope, La dama del olivar de Tirso de Molina o El alcalde de Zalamea de Calderón de la Barca, se plantea, por primera vez en la historia de la literatura española, el conflicto entre un villano y un noble, en el que el primero reclama para sí el honor y la honra, considerados generalmente hasta entonces privativos de la clase aristocrática. Con anterioridad, el villano aparece en literatura siempre como objeto de burlas, caracterizado por su rusticidad y pobreza. En el teatro anterior a Lope, es conocida la presencia recurrente de la figura del pastor bobo, en las églogas de Juan del Encina o en las piezas de Diego Sánchez de Badajoz, entre otros. En cambio, en Peribáñez, como ya antes, en el campo de la narrativa, en el Lazarillo de Tormes, el villano supera la condición cómica para entrar en el terreno del drama o la tragedia, reservado a los nobles en la tradición de la dramaturgia anterior.
El Peribáñez tuvo tanto éxito que se hizo una comedia imitada de ella, La mujer de Peribáñez, una reelaboración posterior de tres ingenios de la escuela calderoniana, y de esta también otra paródica de las que se representaban en carnestolendas o por San Juan, una comedia burlesca, que no es tampoco de Lope de Vega, sino anónima: El comendador de Ocaña.

## Métrica[2]

### Acto I
| VERSOS   | MÉTRICA              |
| -------- | -------------------- |
| 1-125    | Quintillas           |
| 126-165  | Romancillos          |
| 166-225  | Redondillas          |
| 226-271  | Romances             |
| 272-511  | Redondillas          |
| 512-521  | Quintillas           |
| 522-557  | Liras                |
| 558-602  | Quintillas           |
| 603-616  | Soneto               |
| 617-661  | Quintillas           |
| 662-785  | Redondillas          |
| 786-907  | Endecasílabos libres |
| 908-943  | Redondillas          |
| 944-1049 | Romance              |

### Acto II
| VERSOS   | MÉTRICA              |
| -------- | -------------------- |
| 1-150    | Quintillas           |
| 151-410  | Redondillas          |
| 411-428  | Canción              |
| 429-504  | Redondillas          |
| 505-602  | Romance              |
| 603-686  | Redondillas          |
| 687-746  | Décimas              |
| 747-793  | Endecasílabos libres |
| 794-807  | Soneto               |
| 808-867  | Quintillas           |
| 868-879  | Romance              |
| 880-894  | Quintillas           |
| 895-906  | Redondillas          |
| 907-1036 | Romance              |

### Acto III
| VERSOS   | MÉTRICA     |
| -------- | ----------- |
| 1-8      | Redondillas |
| 9-128    | Romance     |
| 129-276  | Redondillas |
| 277-364  | Romance     |
| 365-632  | Redondillas |
| 633-642  | Canción     |
| 643-822  | Redondillas |
| 823-894  | Octavas     |
| 895-926  | Redondillas |
| 927-1046 | Romance     |

## Ediciones clásicas
- Comedias escogidas de Frey Lope Félix de Vega Carpio, ed. de Juan Eugenio Hartzenbusch, Biblioteca de Autores Españoles, XLI, Madrid, 1857, pp. 281-302.
- Peribáñez y el Comendador de Ocaña, ed. de Adolfo Bonilla y San Martín, Madrid: Ruiz Hermanos, 1916.
- Peribáñez y el Comendador de Ocaña, ed. de Julio Painceira, Buenos Aires, Biblioteca Hispánica, I, 1938.
- Cuatro comedias, ed. de John M. Hill y Mabel Margaret Harlan, Nueva york: W. W. Norton Co., 1941, pp. 3-177.
- Peribáñez y el Comendador de Ocaña, ed. de Charles-Vincent Aubrun y José Fernández Montesinos, París: Hachette, 1943.
- Peribáñez y el Comendador de Ocaña. La dama boba, ed. de Alonso Zamora Vicente. Madrid: Espasa-Calpe, 1963.
- Peribáñez y el Comendador de Ocaña, ed. de Juan María Marín, Madrid: Cátedra, 1979.
- Peribáñez y Fuenteovejuna. Ed. de Alberto Blecua. Madrid: Alianza Editorial, 1981.
- Peribáñez / Fuenteovejuna, ed. de Francisco García Pavón. Madrid: Taurus, 1982.
- La famosa tragicomedia de Peribáñez y el Comendador de Ocaña, facsímil de la primera edición (Madrid: 1614). Ocaña: Instituto Provincial de Investigaciones y Estudios Toledanos, 1983.
- Peribáñez y el Comendador de Ocaña. El mejor alcalde, el rey. Ed. de Teresa Ferrer, Barcelona: Planeta, 1990.
- Peribáñez y el Comendador de Ocaña. Ed. de José María Díez Borque. Madrid: Debolsillo Clásicos, 2002.
- Peribáñez y el Comendador de Ocaña, ed. de Felipe B. Pedraza Jiménez, Madrid: EDAF, 2003.
- Peribáñez y el Comendador de Ocaña, ed. de José María Ruano de la Haza, Madrid: Espasa-Calpe, 2011.
- Peribáñez y el Comendador de Ocaña, ed. de Felipe. B. Pedraza Jiménez, Madrid: Castalia didáctica, 2011.